# Campeonato de Primera D 1996-97
El Campeonato de Primera D 1996-97 fue la cuadragésima séptima edición del torneo. Se disputó desde el 14 de septiembre de 1996 hasta el 24 de mayo de 1997.
Los nuevos participantes fueron: Muñiz y Centro Español, que volvieron de la desafiliación, y el descendido de la Primera C, Puerto Nuevo. 
El campeonato fue disputado por 14 equipos, que jugaron dos torneos de 13 fechas cada uno. El primero, denominado Apertura, cuyo ganador fue Comunicaciones. El segundo, denominado Clausura 1997, lo obtuvo Claypole. Este último fue el campeón de la temporada y ascendió a la Primera C al ganar la final, disputada en una serie de dos partidos. Comunicaciones, por su parte, tras perder la definición del campeonato, ganó el Torneo reducido por el segundo ascenso.
Por otra parte, se determinó la desafiliación por un año de Fénix, que finalizó último en la tabla de promedios.

## Ascensos y descensos
| Promedio | Desafiliados de la Primera D 1995-96 |
| -------- | ------------------------------------ |
| 15.º     | Atlas                                |
| 16.º     | Ferrocarril Urquiza                  |

| Reafiliados    |
| -------------- |
| Muñiz          |
| Centro Español |

| Posición  | Ascendidos a la Primera C 1996-97 |
| --------- | --------------------------------- |
| Campeón   | Central Ballester                 |
| Gan. Red. | Cañuelas                          |
| Reclas.   | San Martín de Burzaco             |

| Promedio | Descendido de la Primera C 1995-96 |
| -------- | ---------------------------------- |
| 19.º     | Puerto Nuevo                       |

- De esta manera el número de participantes se redujo a 14 equipos.

## Equipos
| Equipo            | Ciudad          | Estadio                                | Capacidad  |
| ----------------- | --------------- | -------------------------------------- | ---------- |
| Acassuso          | Boulogne        | La Quema                               | 800        |
| Centro Español    | Haedo           | Ricardo Puga                           | 2500       |
| Claypole          | Claypole        | Rodolfo Vicente Capocasa               | 1000       |
| Comunicaciones    | Buenos Aires    | Alfredo Ramos                          | 3500       |
| Fénix             | Pilar           | La Quema                               | 800        |
| Juventud Unida    | San Miguel      | Néstor Bedgni                          | 3200       |
| Lugano            | Tapiales        | José María Moraños                     | 1500       |
| Muñiz             | Muñiz           | Ricardo Puga Néstor Bedgni             | 2500 3200  |
| Puerto Nuevo      | Campana         | Atlético Campana Rubén Carlos Vallejos | 10 000 500 |
| Sacachispas       | Buenos Aires    | Roberto Larrosa                        | 4000       |
| Sportivo Barracas | Buenos Aires    | Roberto Larrosa                        | 4000       |
| Victoriano Arenas | Valentín Alsina | Saturnino Moure                        | 1500       |
| Villa San Carlos  | Berisso         | Genacio Sálice                         | 4000       |
| Yupanqui          | Buenos Aires    | Delfín Edmundo Benítez                 | 500        |

| 1. 2. 3. 4. 5. |

### Distribución geográfica de los equipos
| Región                                   | Cant. | Equipos                                                                                      |
| ---------------------------------------- | ----- | -------------------------------------------------------------------------------------------- |
| Conurbano bonaerense                     | 8     | Acassuso, Centro Español, Claypole, Fénix, Juventud Unida, Lugano, Muñiz y Victoriano Arenas |
| Ciudad de Buenos Aires                   | 4     | Comunicaciones, Sacachispas, Sportivo Barracas y Yupanqui                                    |
| Gran La Plata                            | 1     | Villa San Carlos                                                                             |
| Interior de la provincia de Buenos Aires | 1     | Puerto Nuevo                                                                                 |

## Formato

### Competición
Se disputaron dos torneos: Apertura y Clausura. En cada uno de ellos, los 15 equipos se enfrentaron todos contra todos. Ambos se jugaron a una sola rueda. Los partidos disputados en el Torneo Clausura representaron los desquites de los del Torneo Apertura, invirtiendo la localía. Si el ganador de ambas fases fuera el mismo equipo, sería el campeón. En cambio, si los ganadores del Apertura y el Clausura fueran dos equipos distintos disputarían una final a dos partidos para determinarlo. En el primer caso, el equipo mejor ubicado en la tabla general (excluyendo al campeón) o el perdedor de la final, en el segundo caso, clasificaría a las semifinales del Torneo reducido.
Por otra parte, los seis equipos que, al finalizar la disputa, ocuparon los primeros puestos de la tabla general de la temporada (excluyendo al campeón y al clasificado a las semifinales) clasificaron a los cuartos de final del Torneo reducido.

### Ascensos
El campeón obtuvo el primer ascenso a la Primera C y el ganador del Torneo reducido logró el segundo.

### Descensos
Al final de la temporada, el equipo con el peor promedio fue suspendido en su afiliación por un año.

## Formato

### Competición
Se disputaron dos torneos: Apertura y Clausura. En cada uno de ellos, los 14 equipos se enfrentaron todos contra todos. Ambos se jugaron a una sola rueda. Los partidos disputados en el Torneo Clausura representaron los desquites de los del Torneo Apertura, invirtiendo la localía. Si el ganador de ambas fases fuera el mismo equipo, sería el campeón. En cambio, si los ganadores del Apertura y el Clausura fueran dos equipos distintos disputarían una final a dos partidos para determinarlo. El perdedor de la final, si la hubiera, clasificaría al Torneo reducido.
Por otra parte, los siete u ocho equipos que, al finalizar la disputa, ocuparan los primeros puestos de la tabla general de la temporada (excluyendo al o a los ganadores de cada fase) clasificarían al Torneo reducido, junto al perdedor de la final por el primer ascenso.

### Ascensos
El campeón obtuvo el primer ascenso a la Primera C y el ganador del Torneo reducido logró el segundo.

### Descensos
Al final de la temporada, los dos equipos con peor promedio fueron suspendidos en su afiliación por un año.

## Torneo Apertura

### Tabla de posiciones final
| Pos | Equipo            | PJ | PG | PE | PP | GF | GC | DF  | Pts |
| --- | ----------------- | -- | -- | -- | -- | -- | -- | --- | --- |
| 1   | Comunicaciones    | 13 | 8  | 5  | 0  | 25 | 9  | 16  | 29  |
| 2   | Claypole          | 13 | 7  | 6  | 0  | 21 | 5  | 16  | 27  |
| 3   | Villa San Carlos  | 13 | 8  | 2  | 3  | 26 | 12 | 14  | 26  |
| 4   | Sacachispas       | 13 | 6  | 4  | 3  | 18 | 10 | 8   | 22  |
| 5   | Puerto Nuevo      | 13 | 5  | 6  | 2  | 22 | 9  | 13  | 21  |
| 6   | Juventud Unida    | 13 | 5  | 4  | 4  | 20 | 18 | 2   | 19  |
| 7   | Victoriano Arenas | 13 | 5  | 3  | 5  | 16 | 16 | 0   | 18  |
| 8   | Centro Español    | 13 | 4  | 4  | 5  | 12 | 21 | -9  | 16  |
| 9   | Acassuso          | 13 | 4  | 4  | 5  | 13 | 24 | -11 | 16  |
| 10  | Yupanqui          | 13 | 4  | 2  | 7  | 19 | 21 | -2  | 14  |
| 11  | Muñiz             | 13 | 2  | 6  | 5  | 15 | 17 | -2  | 12  |
| 12  | Sportivo Barracas | 13 | 3  | 3  | 7  | 15 | 21 | -6  | 12  |
| 13  | Fénix             | 13 | 2  | 2  | 9  | 11 | 31 | -20 | 8   |
| 14  | Lugano            | 13 | 1  | 3  | 9  | 7  | 26 | -19 | 6   |

|  |                         |
|  | Clasificado a la final. |

## Torneo Clausura

### Tabla de posiciones final
| Pos | Equipo            | PJ | PG | PE | PP | GF | GC | DF  | Pts |
| --- | ----------------- | -- | -- | -- | -- | -- | -- | --- | --- |
| 1   | Claypole          | 13 | 9  | 4  | 0  | 33 | 14 | 19  | 31  |
| 2   | Sacachispas       | 13 | 10 | 1  | 2  | 31 | 13 | 18  | 31  |
| 3   | Comunicaciones    | 13 | 7  | 3  | 3  | 26 | 18 | 8   | 24  |
| 4   | Puerto Nuevo      | 13 | 5  | 5  | 3  | 14 | 12 | 2   | 20  |
| 5   | Villa San Carlos  | 13 | 4  | 6  | 3  | 21 | 16 | 5   | 18  |
| 6   | Juventud Unida    | 13 | 5  | 3  | 5  | 22 | 19 | 3   | 18  |
| 7   | Yupanqui          | 13 | 5  | 3  | 5  | 20 | 18 | 2   | 18  |
| 8   | Fénix             | 13 | 5  | 2  | 6  | 25 | 25 | 0   | 17  |
| 9   | Acassuso          | 13 | 3  | 8  | 2  | 12 | 13 | -1  | 17  |
| 10  | Muñiz             | 13 | 3  | 4  | 6  | 16 | 27 | -11 | 13  |
| 11  | Victoriano Arenas | 13 | 3  | 3  | 7  | 17 | 27 | -10 | 12  |
| 12  | Centro Español    | 13 | 3  | 2  | 8  | 11 | 19 | -8  | 11  |
| 13  | Sportivo Barracas | 13 | 3  | 1  | 9  | 10 | 28 | -18 | 10  |
| 14  | Lugano            | 13 | 2  | 3  | 8  | 7  | 16 | -9  | 9   |

|  |                         |
|  | Clasificado a la final. |

## Final por el título
Se disputaron dos partidos en cancha neutral entre los dos equipos ganadores del Apertura y Clausura para determinar el campeón del torneo. Al terminar empatada la serie se jugó un tercer partido. Claypole se coronó campeón en el partido desempate y ascendió a la Primera C.
| 31 de mayo | Comunicaciones | 0:1 | Claypole | Estadio Islas Malvinas, Buenos Aires |  |

| 7 de junio | Claypole | 0:1 | Comunicaciones | Estadio de Talleres (RdE), Remedios de Escalada |  |
| El partido fue suspendido al inicio del segundo tiempo, con el resultado 0-0, a causa de que un petardo conmocionó a un jugador del equipo visitante. Se le dio ganado a Comunicaciones por 1-0. |          |     |                |                                                 |  |

| 28 de junio | Comunicaciones | 0:1 | Claypole | Estadio Juan Pasquale, Buenos Aires |  |

## Tabla de posiciones general de la temporada
| Pos | Equipo            | PJ | PG | PE | PP | GF | GC | DF  | Pts |
| --- | ----------------- | -- | -- | -- | -- | -- | -- | --- | --- |
| 1   | Claypole          | 26 | 16 | 10 | 0  | 54 | 19 | 35  | 55  |
| 2   | Sacachispas       | 26 | 16 | 5  | 5  | 49 | 23 | 26  | 53  |
| 3   | Comunicaciones    | 26 | 15 | 8  | 3  | 51 | 27 | 24  | 53  |
| 4   | Villa San Carlos  | 26 | 12 | 8  | 6  | 47 | 28 | 19  | 44  |
| 5   | Puerto Nuevo      | 26 | 10 | 11 | 5  | 36 | 21 | 15  | 41  |
| 6   | Juventud Unida    | 26 | 10 | 7  | 9  | 42 | 37 | 5   | 37  |
| 7   | Acassuso          | 26 | 7  | 12 | 7  | 25 | 37 | -12 | 33  |
| 8   | Yupanqui          | 26 | 9  | 5  | 12 | 39 | 39 | 0   | 32  |
| 9   | Victoriano Arenas | 26 | 8  | 6  | 12 | 33 | 43 | -10 | 30  |
| 10  | Centro Español    | 26 | 7  | 6  | 13 | 23 | 40 | -17 | 27  |
| 11  | Muñiz             | 26 | 5  | 10 | 11 | 31 | 44 | -13 | 25  |
| 12  | Fénix             | 26 | 7  | 4  | 15 | 36 | 56 | -20 | 25  |
| 13  | Sportivo Barracas | 26 | 6  | 4  | 16 | 25 | 49 | -24 | 22  |
| 14  | Lugano            | 26 | 3  | 6  | 17 | 14 | 42 | -28 | 15  |

|  |          |
|  | Campeón. |

|  |                                                                                      |
|  | Clasificado a las semifinales del reducido como perdedor de la final por el ascenso. |

|  |                                               |
|  | Clasificados a cuartos de final del reducido. |

## Torneo reducido

### Cuadro de desarrollo
|  | Cuartos de final         | Cuartos de final         | Cuartos de final         | Cuartos de final         | Cuartos de final         |   |                    | Semifinales                | Semifinales                | Semifinales                | Semifinales                | Semifinales                |  |                | Final                     | Final                     | Final                     | Final                     | Final                     |  |
|  | 31 de mayo al 7 de junio | 31 de mayo al 7 de junio | 31 de mayo al 7 de junio | 31 de mayo al 7 de junio | 31 de mayo al 7 de junio |   |                    | 21 de junio al 12 de julio | 21 de junio al 12 de julio | 21 de junio al 12 de julio | 21 de junio al 12 de julio | 21 de junio al 12 de julio |  |                | 19 de julio y 2 de agosto | 19 de julio y 2 de agosto | 19 de julio y 2 de agosto | 19 de julio y 2 de agosto | 19 de julio y 2 de agosto |  |
|  |                          |                          |                          |                          |                          |   |                    |                            |                            |                            |                            |                            |  |                |                           |                           |                           |                           |                           |  |
|  |                          |                          |                          |                          |                          |   |                    |                            |                            |                            |                            |                            |  |                |                           |                           |                           |                           |                           |  |
|  |                          |                          |                          |                          |                          |   |                    |                            |                            |                            |                            |                            |  |                |                           |                           |                           |                           |                           |  |
|  |                          |                          |                          |                          |                          |   |                    |                            |                            |                            |                            |                            |  |                |                           |                           |                           |                           |                           |  |
|  |                          |                          |                          |                          |                          |   |                    |                            |                            |                            |                            |                            |  |                |                           |                           |                           |                           |                           |  |
|  |                          | Comunicaciones           | Comunicaciones           | 1                        | 2                        | 3 |                    |                            |                            |                            |                            |                            |  |                |                           |                           |                           |                           |                           |  |
|  |                          |                          |                          |                          |                          | 3 |                    |                            |                            |                            |                            |                            |  |                |                           |                           |                           |                           |                           |  |
|  |                          |                          | Puerto Nuevo             | Puerto Nuevo             | 1                        | 0 | 1                  |                            |                            |                            |                            |                            |  |                |                           |                           |                           |                           |                           |  |
|  | Puerto Nuevo (v.d.)      | Puerto Nuevo (v.d.)      | Puerto Nuevo             | Puerto Nuevo             | 1                        | 0 | 1                  | 0                          | 1                          | 1                          |                            |                            |  |                |                           |                           |                           |                           |                           |  |
|  | Puerto Nuevo (v.d.)      | Puerto Nuevo (v.d.)      |                          |                          |                          |   |                    |                            |                            | 1                          |                            |                            |  |                |                           |                           |                           |                           |                           |  |
|  | Juventud Unida           | Juventud Unida           | 0                        | 1                        | 1                        |   |                    |                            |                            |                            |                            |                            |  |                |                           |                           |                           |                           |                           |  |
|  | Juventud Unida           | Juventud Unida           | 0                        | 1                        | 1                        |   |                    |                            |                            |                            |                            |                            |  | Comunicaciones | Comunicaciones            | 1                         | 5                         | 6                         |                           |  |
|  |                          |                          |                          |                          |                          |   |                    |                            |                            |                            |                            |                            |  | Comunicaciones | Comunicaciones            | 1                         | 5                         | 6                         |                           |  |
|  |                          |                          | Sacachispas              | Sacachispas              | 0                        | 0 | 0                  |                            |                            |                            |                            |                            |  |                |                           |                           |                           |                           |                           |  |
|  | Sacachispas              | Sacachispas              | Sacachispas              | Sacachispas              | 0                        | 0 | 0                  | 0                          | 3                          | 3                          |                            |                            |  |                |                           |                           |                           |                           |                           |  |
|  | Sacachispas              | Sacachispas              |                          |                          |                          |   |                    |                            |                            | 3                          |                            |                            |  |                |                           |                           |                           |                           |                           |  |
|  | Yupanqui                 | Yupanqui                 | 0                        | 2                        | 2                        |   |                    |                            |                            |                            |                            |                            |  |                |                           |                           |                           |                           |                           |  |
|  | Yupanqui                 | Yupanqui                 | 0                        | 2                        | 2                        |   | Sacachispas (v.d.) | Sacachispas (v.d.)         | 2                          | 1                          | 3                          |                            |  |                |                           |                           |                           |                           |                           |  |
|  |                          |                          |                          |                          |                          |   | Sacachispas (v.d.) | Sacachispas (v.d.)         | 2                          | 1                          | 3                          |                            |  |                |                           |                           |                           |                           |                           |  |
|  |                          |                          | Villa San Carlos         | Villa San Carlos         | 2                        | 1 | 3                  |                            |                            |                            |                            |                            |  |                |                           |                           |                           |                           |                           |  |
|  | Villa San Carlos         | Villa San Carlos         | Villa San Carlos         | Villa San Carlos         | 2                        | 1 | 3                  | 0                          | 3                          | 3                          |                            |                            |  |                |                           |                           |                           |                           |                           |  |
|  | Villa San Carlos         | Villa San Carlos         |                          |                          |                          |   |                    |                            |                            | 3                          |                            |                            |  |                |                           |                           |                           |                           |                           |  |
|  | Acassuso                 | Acassuso                 | 0                        | 0                        | 0                        |   |                    |                            |                            |                            |                            |                            |  |                |                           |                           |                           |                           |                           |  |
|  | Acassuso                 | Acassuso                 | 0                        | 0                        | 0                        |   |                    |                            |                            |                            |                            |                            |  |                |                           |                           |                           |                           |                           |  |
|  |                          |                          |                          |                          |                          |   |                    |                            |                            |                            |                            |                            |  |                |                           |                           |                           |                           |                           |  |

- Nota: En cada llave, el equipo que ocupa la primera línea es el que definió la serie como local y tuvo ventaja deportiva, por su mejor ubicación en la tabla.

## Tabla de descenso
Como a partir de la temporada anterior los partidos ganados entregaban tres puntos, pero en la temporadas previa los mismos valían dos, para confeccionar la tabla de promedios se consideró el puntaje que los equipos hubieran tenido si el puntaje continuara siendo ese, es decir, cada victoria equivalía a dos puntos. En caso contrario, el puntaje de este torneo hubiera tenido más influencia sobre el promedio, lo cual hubiera generado una desproporción en el mismo. Por esta razón, el puntaje de la presente tabla no coincide con el de la general de la temporada.
| Pos  | Equipo            | 1994-95 | 1995-96 | 1996-97 | Total | PJ | Promedio |
| ---- | ----------------- | ------- | ------- | ------- | ----- | -- | -------- |
| 1.°  | Comunicaciones    | -       | 36      | 38      | 74    | 56 | 1,321    |
| 2.°  | Claypole          | 36      | 33      | 42      | 111   | 86 | 1,291    |
| 3.°  | Puerto Nuevo      | -       | -       | 31      | 31    | 26 | 1,192    |
| 4.°  | Sacachispas       | 27      | 32      | 37      | 96    | 86 | 1,116    |
| 5.°  | Villa San Carlos  | -       | 30      | 32      | 62    | 56 | 1,107    |
| 6.°  | Victoriano Arenas | 44      | 27      | 22      | 93    | 86 | 1,081    |
| 7.°  | Acassuso          | 27      | 37      | 26      | 90    | 86 | 1,047    |
| 8.°  | Yupanqui          | 24      | 33      | 23      | 80    | 86 | 0,930    |
| 9.°  | Juventud Unida    | 26      | 19      | 27      | 72    | 86 | 0,837    |
| 10.° | Sportivo Barracas | 28      | 27      | 16      | 71    | 86 | 0,826    |
| 11.° | Lugano            | -       | 33      | 12      | 45    | 56 | 0,804    |
| 12.° | Centro Español    | -       | -       | 20      | 20    | 26 | 0,769    |
| 13.° | Muñiz             | -       | -       | 20      | 20    | 26 | 0,769    |
| 14.° | Fénix             | 25      | 22      | 18      | 65    | 86 | 0,756    |

|  | Desafiliado por una temporada. |